# يوزيف ماركو
يوزيف ماركو (مواليد 25 مايو 1923) هو لاعب كرة قدم. يلعب مع منتخب تشيكوسلوفاكيا لكرة القدم. سبق له أن لعب في كأس العالم لكرة القدم مع منتخب بلاده.

## روابط خارجية
- يوزيف ماركو على موقع قاعدة بيانات كرة القدم.إي يو (الإنجليزية)
- يوزيف ماركو على موقع ناشيونال فوتبول تيمز (الإنجليزية)
- يوزيف ماركو على موقع عالم كرة القدم.نت (الإنجليزية)